# NGC 1792
NGC 1792 je galaksija u zviježđu Golubu.

## Vanjske poveznice
- SEDS: NGC 1792